# Magali Bonniol
Magali Bonniol, née en 1976, est une artiste française, peintre, illustratrice et auteure de littérature jeunesse.

## Biographie
Magali Bonniol a étudié à l'École supérieure d'art et de design Marseille-Méditerranée (ESADMM).
Elle est éditée à L'École des loisirs, dès son premier album, en 2000,, à l'âge de 24 ans.
Elle travaille, entre autres, à la peinture et à l'aquarelle.
En 2003, elle illustre l'album Cornebidouille écrit par Pierre Bertrand. Plusieurs histoires lui font suite, dont La Vengeance de Cornebidouille en 2010, Gloups ! J'ai avalé Cornebidouille en 2013, ou  Non Cornebidouille, pas mon doudou ! en 2019. « Après s’être taillé une solide réputation dans les bibliothèques des enfants, la répugnante sorcière imaginée par Pierre Bertrand et Magali Bonniol devient l’héroïne d’une série de podcasts », comme l'écrit Télérama fin 2020.
Elle illustre également la série Minusman, commencée en 2007, écrite par Nathalie Brisac.

## Œuvres

### Auteure et illustratrice
- Pipi dans l'herbe[2],[3], L'École des loisirs, 2000
- Rien faire[9], l'École des loisirs, 2000
- Le Secret de la cocotte magique, l'École des loisirs, 2001
- La Fille de l'arbre, l'École des loisirs, 2002
- Le Goûter de Noël, l'École des loisirs, 2002
- Naadam, l'École des loisirs, 2003
- L'Ogre de Mouflette Papillon, l'École des loisirs, 2003
- Petite Lina, l'École des loisirs, 2004
- Soleil tombé, l'École des loisirs, 2004
- L'anniversaire de Mimmo, l'École des loisirs, 2006
- Caillou-bijou, l'École des loisirs, 2006
- Série Ninni Caillou
  - Ninni Caillou[10], l'École des loisirs, 2007
  - L'oeuf de Ninni Caillou, l'École des loisirs, 2007
  - La Chanson de Ninni Caillou, l'École des loisirs, 2007
  - Le Trésor de Ninni Caillou, l'École des loisirs, 2007
- Tournicotte, l'École des loisirs, 2008
- Riquiqui, l'École des loisirs, 2009
- Aldo, l'École des loisirs, 2010
- Aldo et la neige[11], l'École des loisirs, 2012
- Le Cadeau[12], l'École des loisirs, 2012
- C'est la nuit[13], l'École des loisirs, 2013

### Illustratrice
- Imbécile heureux[14], texte de Kéthévane Davrichewy, ill. de Magali Bonniol, L'École des loisirs, 2002
- Cornebidouille[5],[7], texte de Pierre Bertrand, ill. par Magali Bonniol, l'École des loisirs, 2003
- Les malheurs d'Hortense[15], texte de Elvire Murail (Moka), ill. de Magali Bonniol, l'École des loisirs, 2003
- La petite fille qui ne voulait plus cracher, texte de Agnès de Lestrade, ill. de Magali Bonniol, l'École des loisirs, 2003
- Le grand jour, texte de Isabelle Rossignol, ill. de Magali Bonniol, l'École des loisirs, 2004
- Jason et les filles, Kéthévane Davrichewy, ill. de Magali Bonniol, l'École des loisirs, 2004
- Le soleil, notre étoile[16], texte de Roland Lehoucq, illustrations de Magali Bonniol, Le Pommier, 2008
- Contes de Syrie : La fille du génie[17], contes choisis, trad. et adaptés par Soraya Khalidy, ill. de Magali Bonniol, l'École des loisirs, 2005
- Rousse, texte de Pierre Bertrand, ill. par Magali Bonniol, l'École des loisirs, 2005
- Le jour où j'ai cassé le château de Chambord[18], texte de Olivier Adam, ill.de Magali Bonniol, l'École des loisirs, 2005
- Contes du Kordofan (Soudan) : Jemeil, attaché sur la bête sauvage[19], contes recueillis et trad. par Patricia Musa, ill. de Magali Bonniol, l'École des loisirs, 2005
- Je veux voir la mer[20], texte de Sylvie Misslin, illustrée par Magali Bonniol, l'École des loisirs, 2006
- Minusman, texte de Nathalie Brisac, illustrations de Magali Bonniol, l'Ecole des loisirs, 2007
- Minusman et les 100 papiers[21], texte de Nathalie Brisac, illustrations de Magali Bonniol, l'Ecole des loisirs, 2007
- Tropèl grignotte, texte de Pierre Bertrand, ill. par Magali Bonniol, l'École des loisirs, 2007
- Le grand voyage de Minusman, texte de Nathalie Brisac, illustrations de Magali Bonniol, l'École des loisirs, 2008
- Pouet Pouet, texte de Pierre Bertrand, ill. par Magali Bonniol, l'École des loisirs, 2009
- Minusman.net, texte de Nathalie Brisac, illustrations de Magali Bonniol, l'Ecole des loisirs, 2009
- La Vengeance de Cornebidouille, texte de Pierre Bertrand, ill. par Magali Bonniol, l'École des loisirs, 2010
- Minusman et le croque-amour[8], texte de Nathalie Brisac, illustrations de Magali Bonniol, l'Ecole des loisirs, 2011
- Cornebidouille contre Cornebidouille, texte de Pierre Bertrand, ill. par Magali Bonniol, l'École des loisirs, 2013
- Gloups ! J'ai avalé Cornebidouille ![6], texte de Pierre Bertrand, ill. par Magali Bonniol, l'École des loisirs, 2013
- 3 histoires d'Oscar et Martin : 4 à 7 ans, texte de Marie-Hélène Place, ill. Magali Bonniol, Hatier jeunesse, 2018
- Non Cornebidouille, pas mon doudou !, texte de Pierre Bertrand, ill. par Magali Bonniol, l'École des loisirs, 2019

Podcast
- Cornebidouille[7], série de podcasts, d'après Pierre Bertrand et Magali Bonniol, Paradiso Média, 2020

## Quelques expositions
- 2015 : bibliothèque Louis-Aragon, Chartres[22]
- 2017 : médiathèque George-Sand à Mably (Loire)[4]
- 2022 : « expo : À la rencontre de Cornebidouille de Magali Bonniol », centre culturel Joseph-Kessel, Villepinte (Seine-Saint-Denis)[23]